# Jacksonia cupulifera
Jacksonia cupulifera är en ärtväxtart som beskrevs av Meissner. Jacksonia cupulifera ingår i släktet Jacksonia och familjen ärtväxter. Inga underarter finns listade i Catalogue of Life.